# Los Llanos de Tormes
Los Llanos de Tormes è un comune spagnolo di 89 abitanti situato nella comunità autonoma di Castiglia e León. Ha una frazione: Hermosillo.

## Geografia fisica
Situato nella parte occidentale della Sierra de Villafranca, è attraversato dal fiume Tormes.